# مايكل كيوانوكا
مايكل صامويل كيوانوكا (Michael Samuel kiwanuka)  مغني سول إنجليزي من مواليد 3 مايو 1987 .

## روابط خارجية
- مايكل كيوانوكا على موقع IMDb (الإنجليزية)
- مايكل كيوانوكا على موقع ألو سيني (الفرنسية)
- مايكل كيوانوكا على موقع ميوزك برينز (الإنجليزية)
- مايكل كيوانوكا على موقع رولينغ ستون (الإنجليزية)
- مايكل كيوانوكا على موقع أول ميوزيك (الإنجليزية)
- مايكل كيوانوكا على موقع ديسكوغز (الإنجليزية)
- مايكل كيوانوكا على موقع قاعدة بيانات الفيلم (الإنجليزية)